# Torre del medio

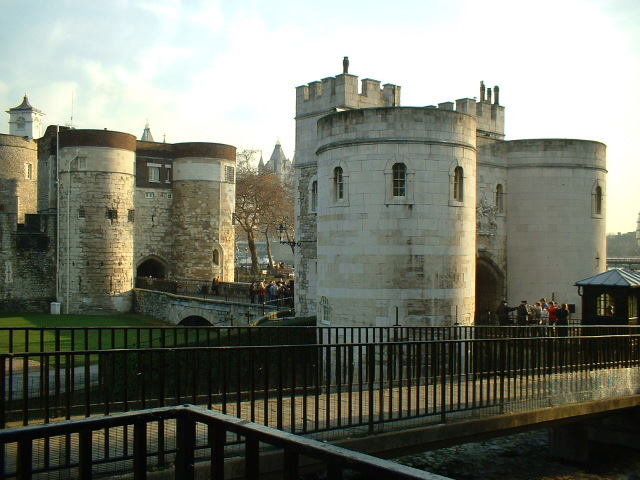
La torre del medio (dcha.) y la Torre Byward (izq.) dan acceso a la Torre de Londres.

La torre del medio, también conocida como Middle Tower, es una puerta bordeada de la Torre de Londres que hace de acceso al recinto. Está presidida en la actualidad por el escudo de Jorge I de Gran Bretaña. Está en el extremo suroeste de la torre, en el lado de la ciudad del foso. Es la primera puerta por la que deben pasar los visitantes de la torre en la actualidad. Una presa conecta con la Torre Byward, que estaba ubicada en la muralla de la fortaleza.
Frente a esta torre, se encontraba la ahora extinta Torre del León. La torre fue construida en la década de 1280 por orden de Eduardo I de Inglaterra, junto al anillo de protección exterior de la fortaleza. Al igual que la Torre Byward, similar pero más grande, la puerta tiene dos torres exteriores grandes y redondas que están conectadas entre sí. En la parte trasera hay torreones rectangulares más pequeños en los que hay salones.
Delante de la Torre del Medio se encuentran los restos del puente levadizo que antes la conectaba con la Torre del León. Las bóvedas del primer piso de la torre son originalmente medievales. Estos están hechos de ladrillo y son un ejemplo temprano del uso de este material de construcción bajo el reinado de Eduardo I.
Su aspecto actual se remonta a principios del siglo XVIII cuando su fachada fue completamente remodelada con piedra de Portland. En ese momento, las habitaciones del Maestro del Cuartel de Artillería estaban en la puerta. La puerta en sí estaba en mal estado. Para mejorar su estética, se eliminaron partes de las defensas y se renovaron la fachada y las partes internas. Está diseñado en el estilo típico de la Junta de Artillería. El diseño intentaba tener una apariencia marcial medieval, pero apenas entraba en detalles sobre la estructura del edificio histórico.
La conexión con la Torre Byward data en parte del siglo XIII, si bien buena parte se renovó en el siglo XVIII. Hoy, como entonces, la presa tiene una ligera curva en el medio, presumiblemente para evitar un ataque directo. Originalmente, las paredes con lagunas se unieron a la derecha e izquierda de la presa, desde donde se podía disparar la trinchera. A excepción de un remanente en el lado sur de la conexión, estos se eliminaron en el siglo XIX.